# Anthony Fokkerschool
De Anthony Fokkerschool (AFS) was een Nederlandse speciale school die opleidingen verzorgde in de vliegtuigtechniek, met later uitbreidingen naar de elektronica en avionica. De school bestond van 1936 tot 1993 en was uniek binnen het onderwijs in Nederland. Veel gediplomeerden vonden hun weg naar de KLM, vliegtuigindustrie, Marine, Rijksluchtvaartdienst en de elektronica-industrie.

## Geschiedenis
Door het ontbreken van, en de grote vraag naar goed gekwalificeerd technisch personeel werd in 1936 in Utrecht het Nederlands Luchtvaart Instituut opgericht. Nog datzelfde jaar verhuisde het naar de Zeezwaluwhof in Scheveningen. De opleidingen aan deze dagnijverheidsschool tot de luchtvaart tot grond- en boordwerktuigkundige vonden plaats binnen het nijverheidsonderwijs. De toelatingseis tot dit onderwijs was een getuigschrift van de ambachtsschool in de richtingen smeden, bankwerkers, motorrijtuigherstellers, elektriciens en instrumentmakers.
In de Tweede Wereldoorlog moest de instelling verhuizen naar de Ammunitiehaven, omdat de dat de bezetter de Atlantikwall dwars door het gebied waarbinnen de school lag liet lopen. In 1942 werd de naam van de school gewijzigd in Luchtvaart Technische School (LTS) en kwam het tevens binnen de vereisten van het middelbaar nijverheidsonderwijs te liggen. De toelatingseisen werden daarbij hoger gesteld: diploma ambachtsschool met VMTO of diploma MULO-B of 3-jarige HBS.

### De Binckhorst

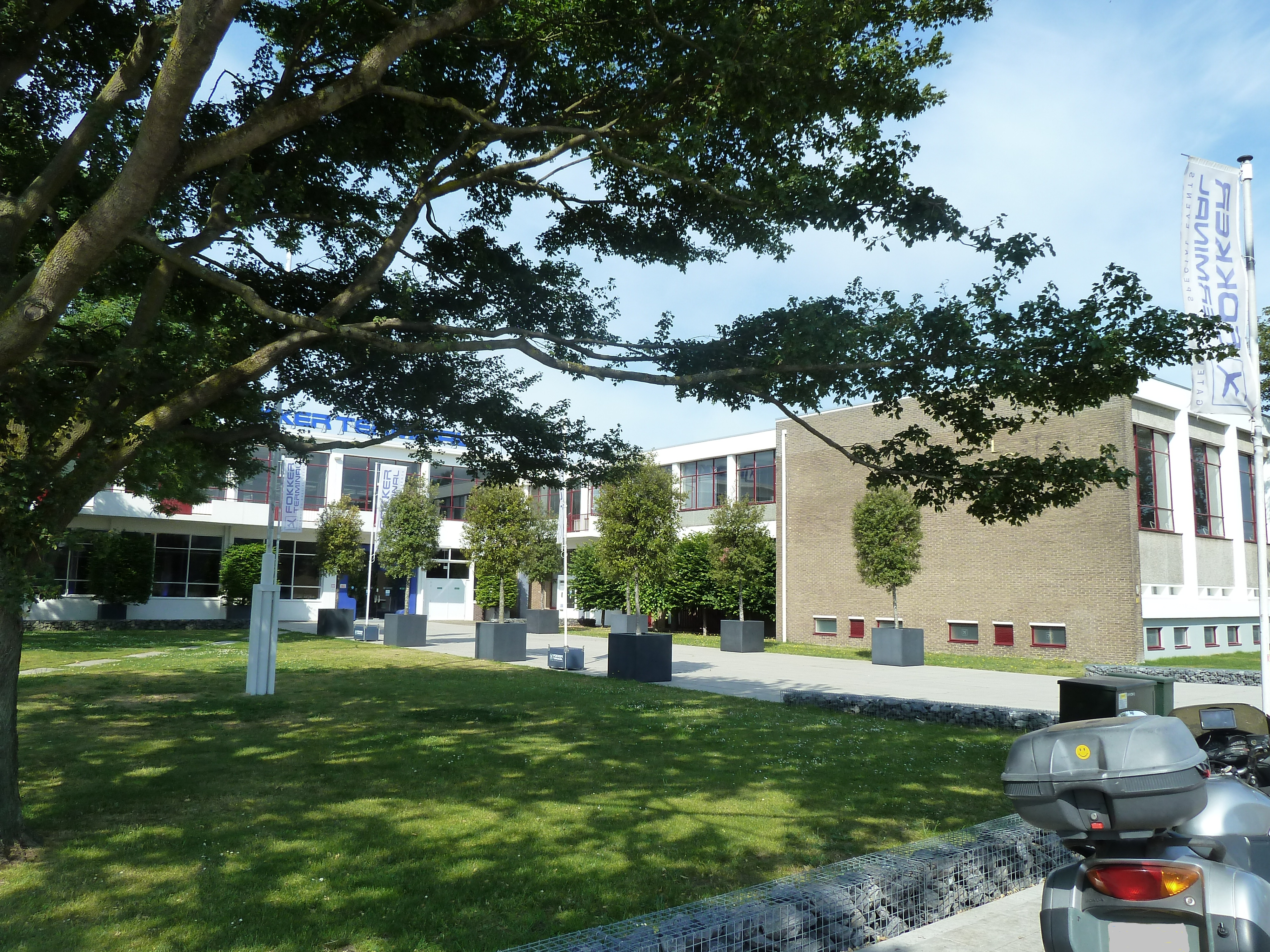
Het in 1961 geopende gebouw (foto 2020)

Eind 1947 kon de LTS naar Scheveningen terugkeren en kon in 1949 een 2-jarige opleiding tot vliegtuiginstrumentmaker worden toegevoegd. Vliegtuigmontage werd als vak geïntroduceerd, hetgeen een ruime werkplaats met een hangar, vliegtuigen en leslokalen eromheen vereiste. Hierdoor moest de school een nieuwe locatie zoeken binnen Den Haag. Die werd gevonden in het industriegebied De Binckhorst. In 1961 was de opening een feit en kreeg de school de naam School voor luchtvaarttechniek Anthony Fokkerschool, een naam die na het toevoegen van het vak elektronica in 1966 werd gewijzigd in School voor Vliegtuigtechniek en Elektronica Anthony Fokkerschool. Onder de Mammoetwet werden de toelatingseisen naar beneden bijgesteld: MULO-A met wiskunde werd driejarige MAVO met wiskunde, driejarige LTS T-stroom of vierjarige LTS B-stroom. Veel van het les- en oefenmateriaal voor de vliegtuigtechnische opleidingen werd door de Luchtmacht en Marine (MLD) geschonken, terwijl voor de elektronica-opleidingen het materiaal uit de industrie afkomstig was. In 1985 kon een nieuwe opleiding avionica (aviation elektronica) worden toegevoegd.

### Hoofddorp
Onder politieke druk moest de AFS samengaan met opleidingen in de omgeving van Schiphol. Dit had tot gevolg dat de school werd verplaatst naar Hoofddorp en verderging onder de vlag van Luchtvaart Onderwijs Alliantie (LAO). Bij het begin van de bouw van het nieuwe schoolgebouw volgde een fusie met het College Beroepsonderwijs Amsterdam waarbij de Anthony Fokkerschool opging in het nieuwe Nederlands Luchtvaart College (NLC).
Het gebouw in de Binckhorst is behouden en wordt nu gebruikt voor evenementen onder de naam Fokker Terminal.